# Zahrada nezvěstných v boji
Zahrada nezvěstných v boji či Zahrada pohřešovaných v boji (hebrejsky גן הנעדרים‎ Gan ha-ne'edarim) je památník zřízený k připomínce židovských i nežidovských vojáků a důstojníků, kteří sloužili v izraelské armádě nebo v policii, jejichž hrob je neznámý. Památník se nachází na Herzlově hoře v Jeruzalémě.
V roce 1954 byla v areálu zahrady objevena starověká židovská pohřební jeskyně. 
Památník 23 námořníků, kteří zahynuli při sabotážní akci během druhé světové války, se nachází na okraji zahrady.

## Galerie

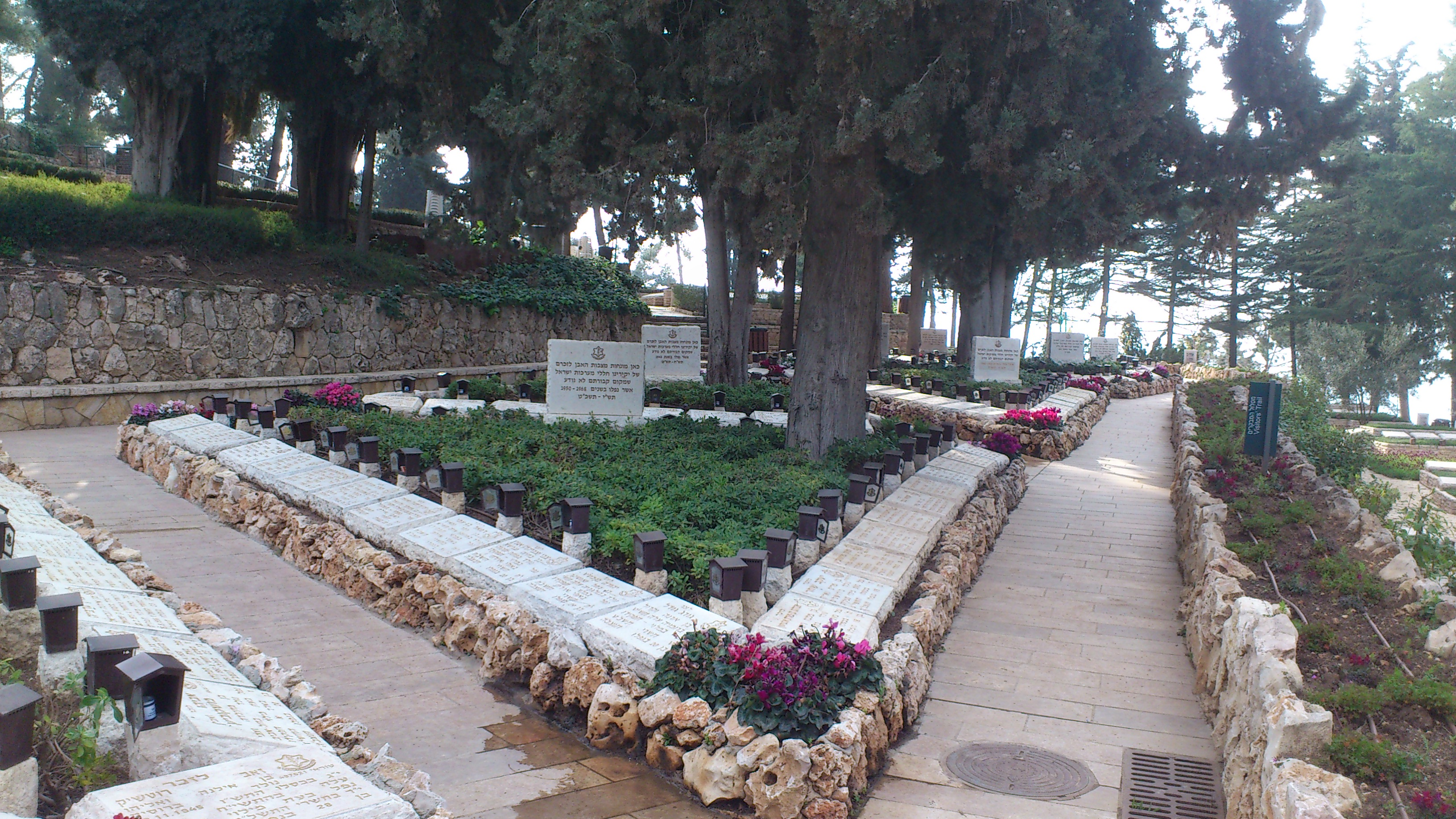
Symbolické hroby
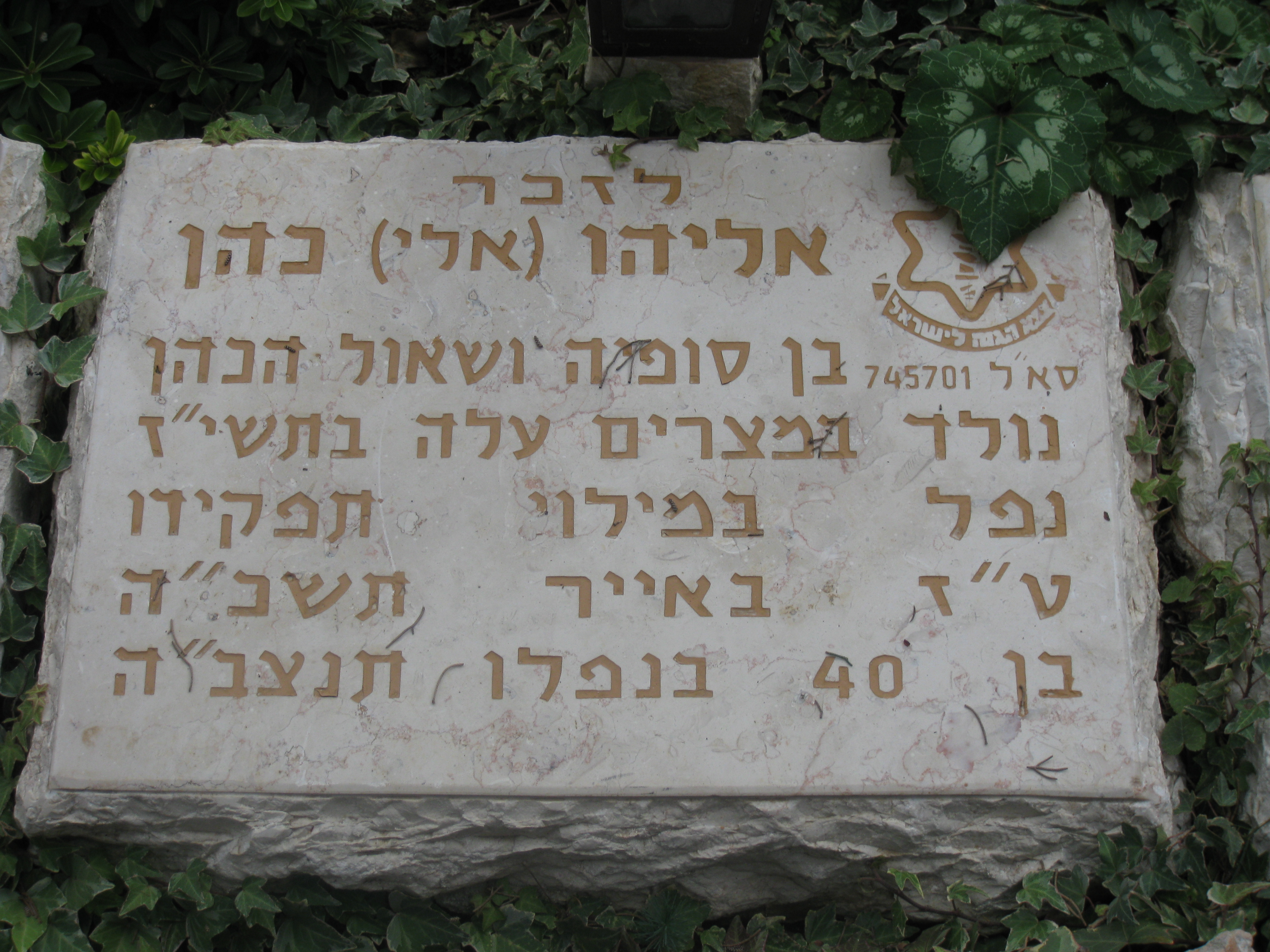
Památník Eliho Kohena
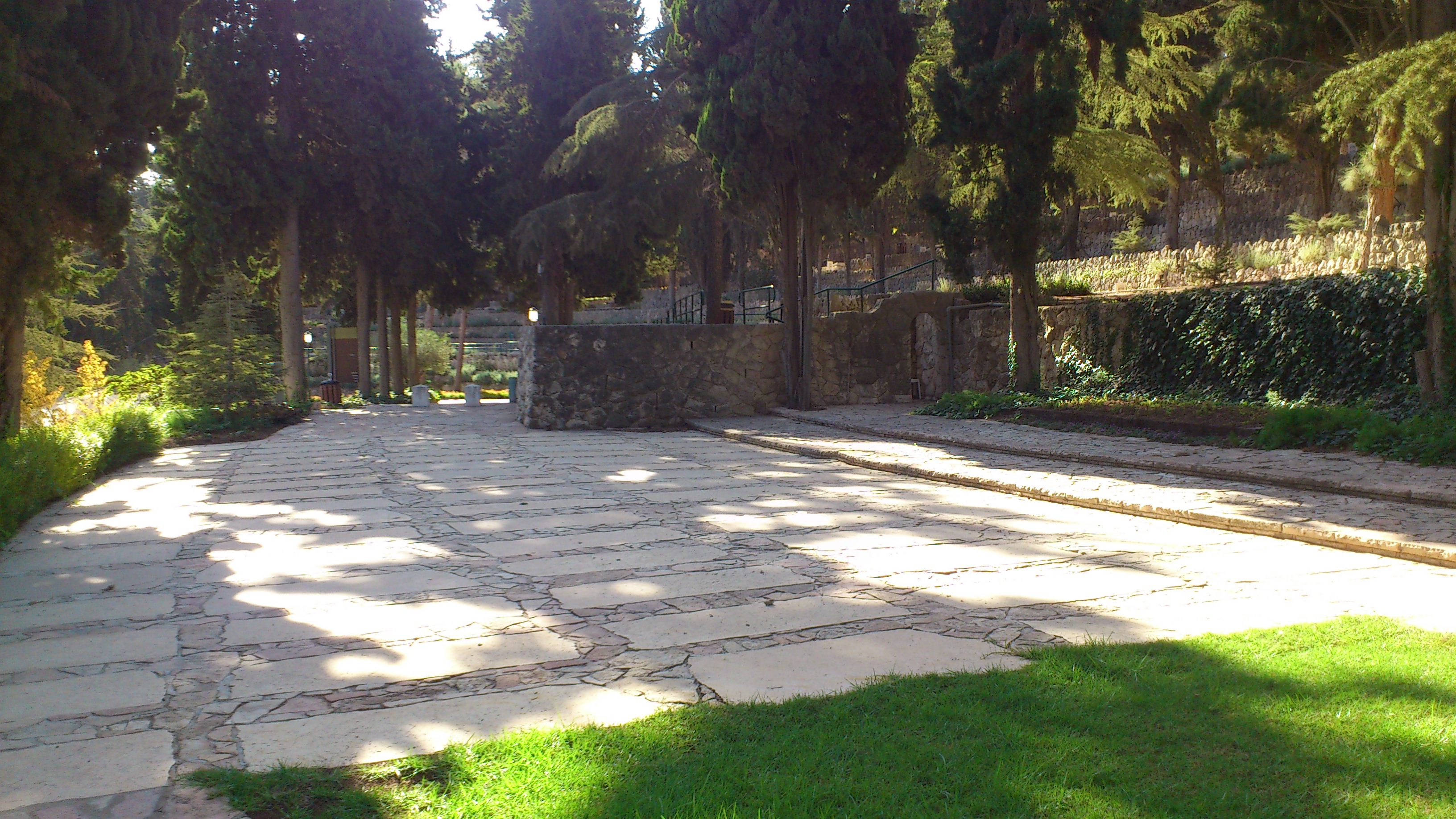
Prostranství u památníku
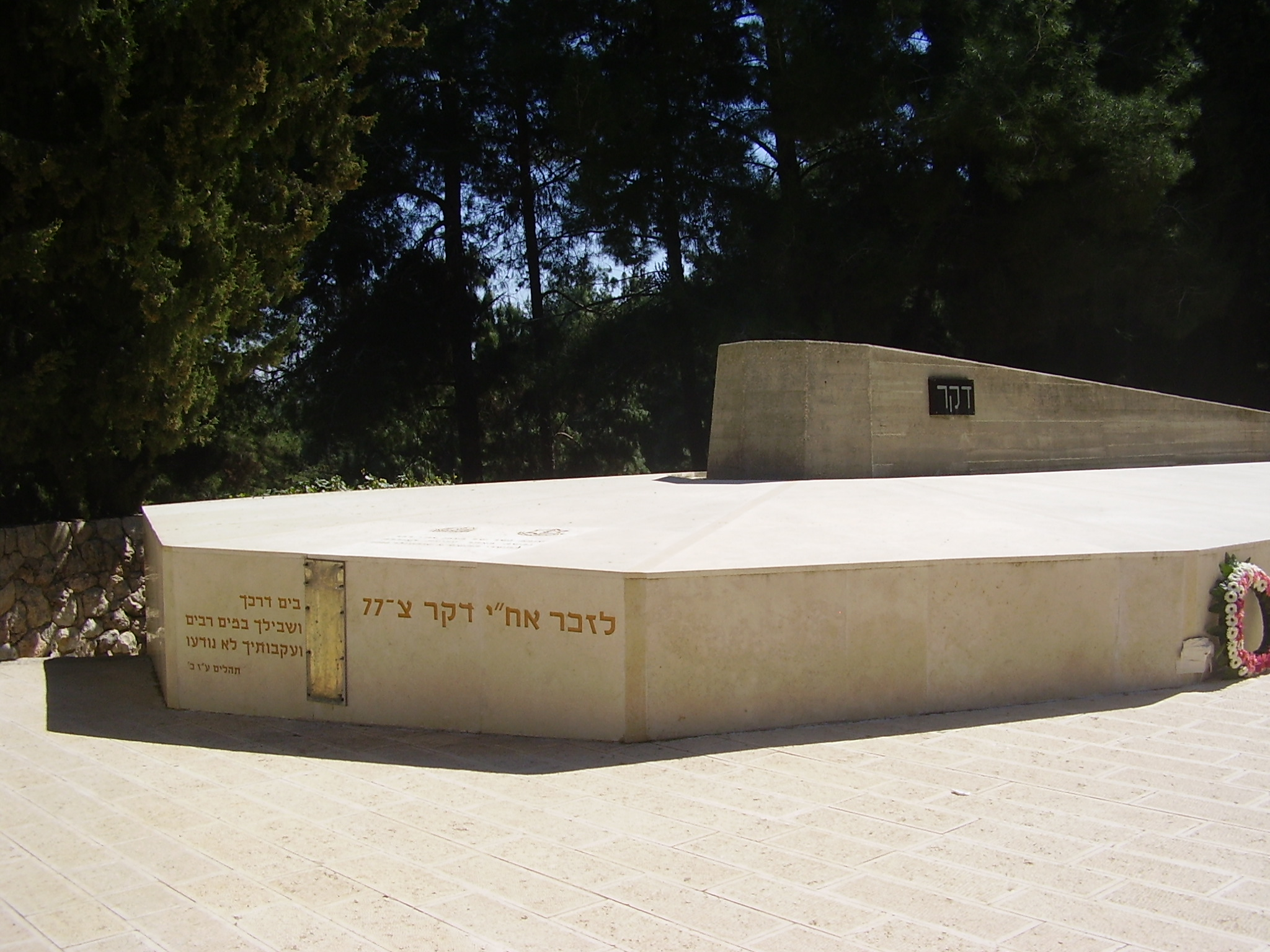
Památník ponorky INS Dakar
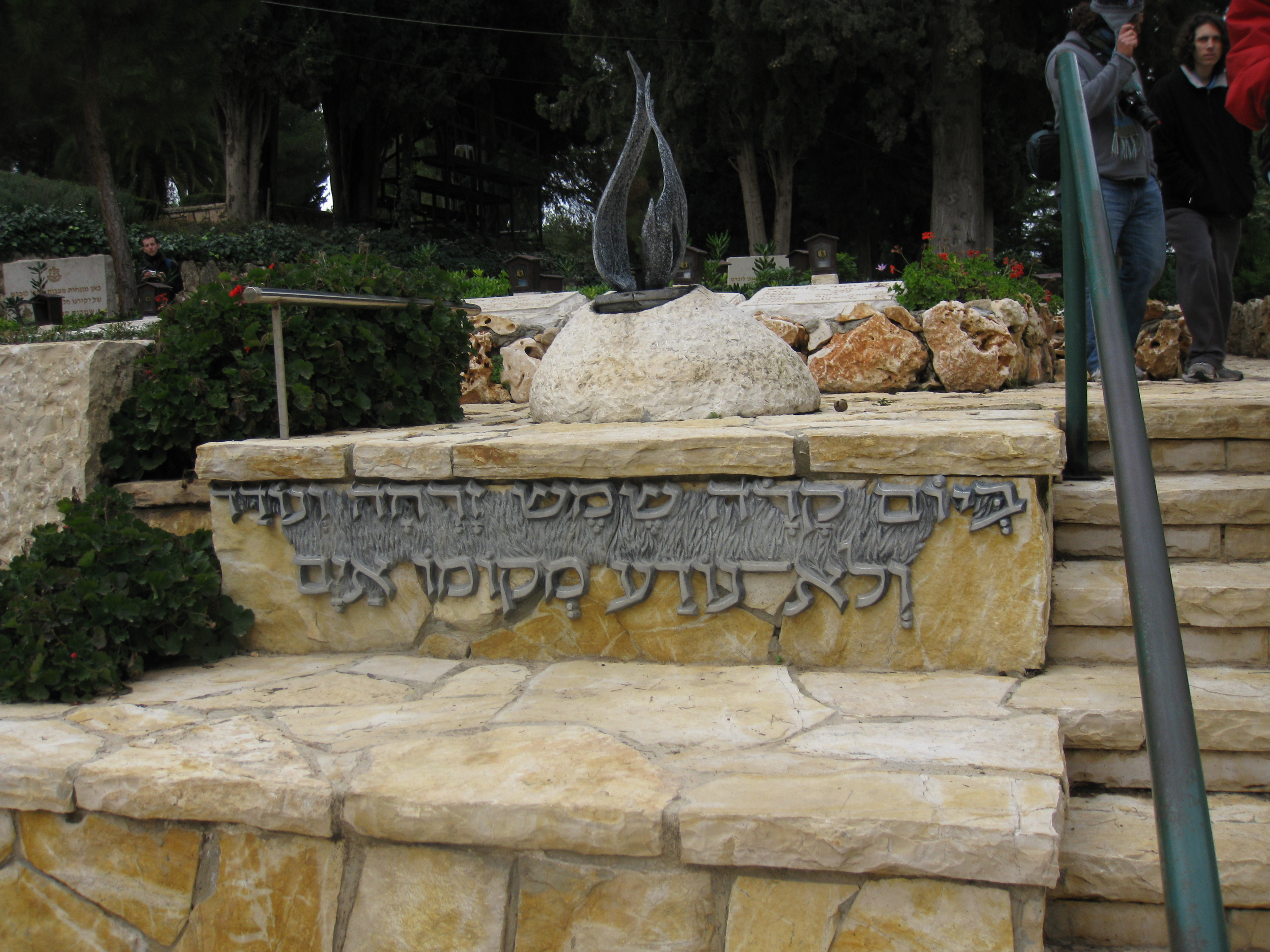
Věčný plamen
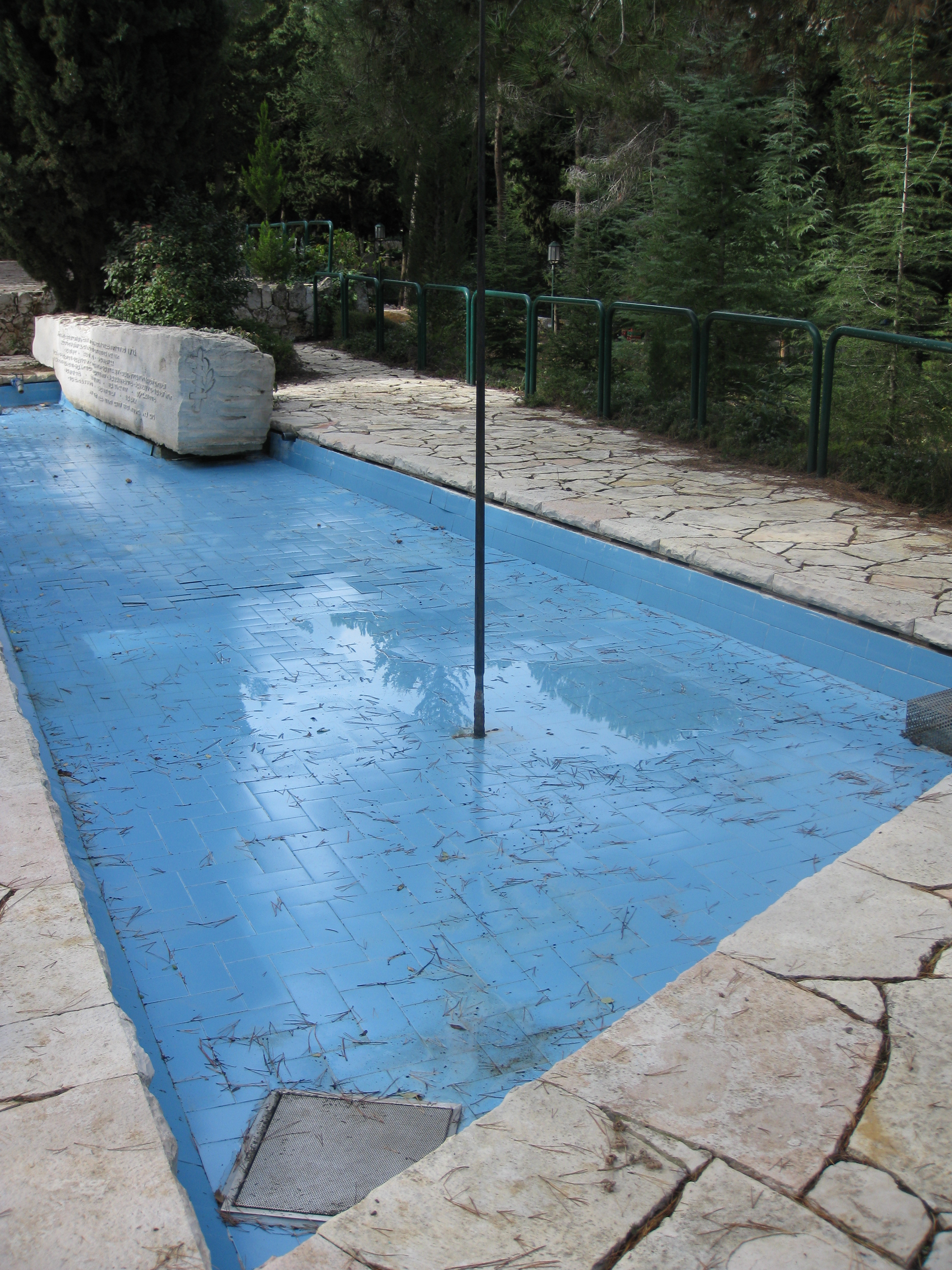
Památník 23 námořníků
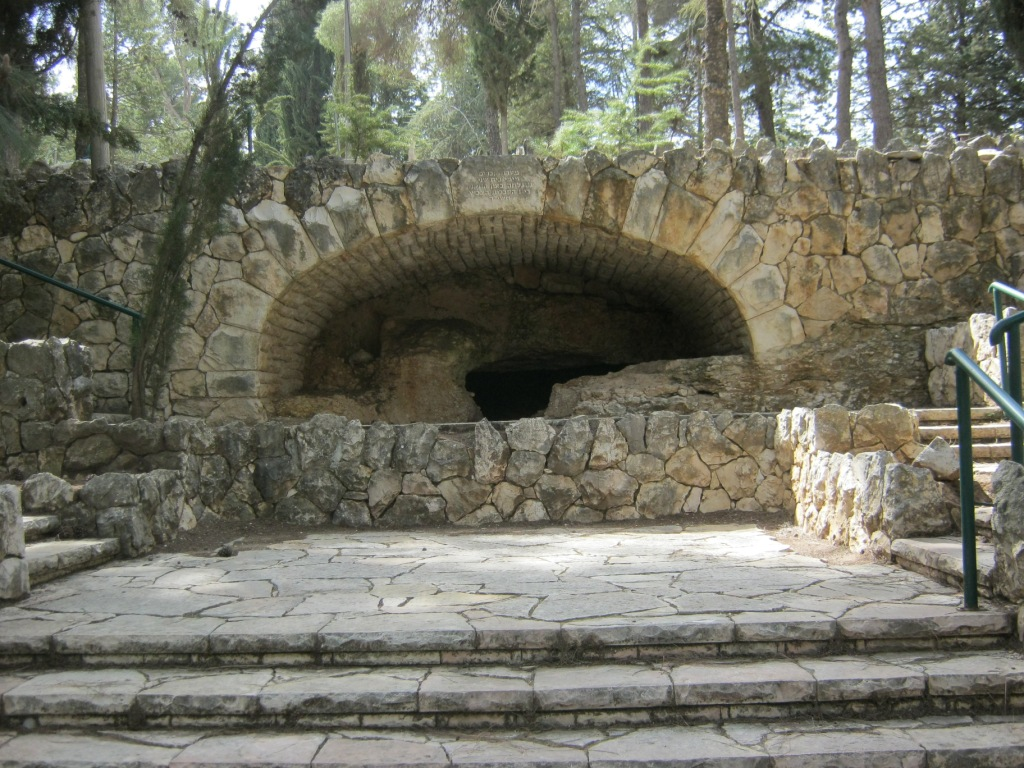
Starověká židovská pohřební jeskyně z období Druhého chrámu